# Nesopetinus metallescens
Nesopetinus metallescens är en skalbaggsart som först beskrevs av Sharp 1881.  Nesopetinus metallescens ingår i släktet Nesopetinus och familjen glansbaggar. Inga underarter finns listade i Catalogue of Life.